# Thể thao điện tử tại Đại hội Thể thao Đông Nam Á 2019
 Thể thao điện tử là một trong những môn thể thao được tranh tài tại Đại hội Thể thao Đông Nam Á 2019 ở Philippines, tổ chức từ ngày 5 đến 10 tháng 12 năm 2019 tại Trung tâm Filoil Flying V San Juan, Metro Manila. Đây là lần đầu tiên thể thao điện tử thi đấu như một môn giành huy chương, được Ủy ban Olympic quốc tế phê chuẩn. Trước đó, thể thao điện tử chỉ là môn thể thao trình diễn tại Đại hội thể thao châu Á 2018 ở Jakarta, Indonesia.
Có tổng cộng 6 bộ huy chương được trao cho các tuyển thủ tham dự môn này. Các nội dung được Liên đoàn thể thao điện tử châu Á công nhận.

## Bối cảnh

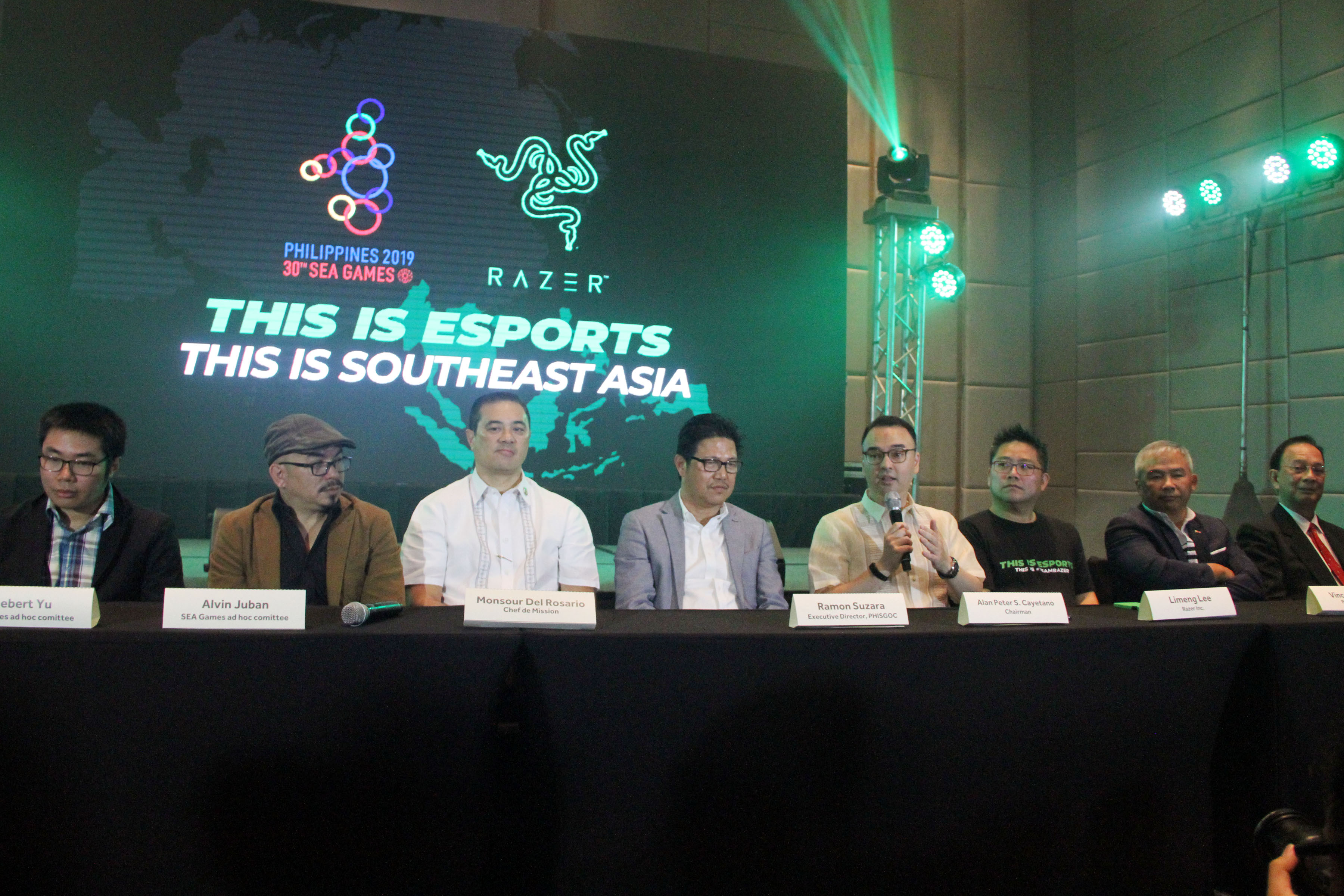
Cuộc họp báo của Ủy ban tổ chức SEA Games Philippines hợp tác với công ty game Razer tổ chức vào ngày 28 tháng 11 năm 2018, đồng ý đưa thể thao điện tử vào nội dung thi trong Đại hội Thể thao Đông Nam Á 2019.

Việc đưa thể thao điện tử vào Đại hội Thể thao Đông Nam Á được vận động bởi Min-Liang Tan, CEO của công ty trò chơi Razer có trụ sở tại Singapore. Tháng 11 năm 2018, CEO này đã gặp Chủ tịch Ban tổ chức SEA Games Philippines Alan Peter Cayetano để thảo luận về việc đưa thể thao điện tử vào nội dung tranh tài.
Đến ngày 14 tháng 12 năm 2018, liên đoàn thể thao điện tử Philippines lựa chọn các nội dung được Liên đoàn thể thao điện tử châu Á công nhận.

### Lựa chọn nội dung
Sáu bộ huy chương sẽ được tranh tài trong thể thao điện tử. Các nội dung được Ủy ban Olympic quốc tế công nhận vì "không cổ xúy bạo lực và đánh bạc". Các yếu tố để một trò chơi được lựa chọn bao gồm độ phổ biến, tính cạnh tranh của các trò chơi, tính chiến lược và tinh thần đồng đội cần có, cũng như cường độ thể chất và tinh thần cần thiết trong việc thi đấu các trò chơi.
Có ba hình thức thi đấu: qua máy tính để bàn, qua tay cầm điện tử và qua điện thoại di động. Mobile Legends: Bang Bang là nội dung đầu tiên được chấp nhận (tháng 11 năm 2018). Bốn nội dung: Arena of Valor, Dota 2, Starcraft II và Tekken 7 công bố vào giữa tháng 12 năm 2018. Các nhà tổ chức đã cố gắng xin giấy phép trò chơi NBA2k nhưng không thành công, trò chơi thay thế là Hearthstone vào tháng 6 năm 2019.

## Địa điểm thi đấu
Thể thao điện tử tại Đại hội thể thao Đông Nam Á 2019 tổ chức tại Trung tâm Filoil Flying V ở San Juan, Metro Manila.  Trước đó, khách sạn Manila Marriott ở Pasay là một địa điểm tiềm năng nhưng ban quản lý khách sạn ra khoản phí mà nhà tổ chức cho là quá đắt.

## Tiếp nhận
Công ty nghiên cứu thị trường Newzoo dự kiến số lượng khán giả xem thể thao điện tử ở Đông Nam Á sẽ tăng lên ít nhất 31,9 triệu lượt xem vào năm 2019.

## Các tuyển thủ giành huy chương

### Máy tính để bàn
| Nội dung     | Vàng | Bạc | Đồng |
| ------------ | --- | --- | --- |
| Dota 2       | Philippines · Bryle Alvizo · James Guerra · Jun Kanehara · Van Jerico Manalaysay · Marvin Rushton · John Anthony Vargas · Mc Nicholson Villanueva | Thái Lan · Anucha Jirawong · Anurat Praianun · Pipat Prariyachat · Nopparit Prugsaritanon · Thanathorn Sriiamkon · Nuengnara Teeramahanon · Poomipat Trisiripanit | Việt Nam · Huỳnh Hữu Nghĩa · Nguyễn Châu Lợi · Nguyễn Hoàng Lâm · Nguyễn Quang Duy · Nguyễn Tiến Phát · Nguyễn Thành Đạt · Trịnh Văn Thọ |
| Starcraft II | Caviar Napoleon Acampado · Philippines | Thomas Maria Kopankiewicz · Singapore | Trần Hồng Phúc · Việt Nam |
| Hearthstone  | Yew Weng Kean · Malaysia | Werit Popan · Thái Lan | Chew Khai Kiat · Singapore |

### Tay cầm điện tử
| Nội dung | Vàng                          | Bạc                                       | Đồng                              |
| -------- | ----------------------------- | ----------------------------------------- | --------------------------------- |
| Tekken 7 | Nopparut Hempamorn · Thái Lan | Alexandre Gabrielle Laverez · Philippines | Andreij Hosea Albar · Philippines |

### Điện thoại
| Nội dung                  | Vàng | Bạc | Đồng |
| ------------------------- | --- | --- | --- |
| Arena of Valor            | Thái Lan · Natthaphong Chaichanasap · Natpakan Chasiri · Chanon Ketkarn · Tanapol Suntimakorn · Ratthagun Suwanchai · Chitawan Tananitikan | Indonesia · Farhan Akbari Ardiansyah · Gilang Dwi Falah · Hartanto Lius · Hartawan Muliadi · Satria Adi Wiratama | Việt Nam · Đỗ Thành Hưng · Huỳnh Trọng Tuấn · Nguyễn Ngọc Linh · Nguyễn Phương Nguyên · Nguyễn Vũ Hoàng Dũng · Vương Trung Khiên                 |
| Mobile Legends: Bang Bang | Philippines · Angelo Arcangel · Jeniel Bata-anon · Allan Castromayor Jr. · Karl Nepomuceno · Carlito Ribo · Jason Torculas · Kenneth Villa | Indonesia · Adriand Larsen Wong · Eko Julianto · Gustian · Muhammad Ridwan · Teguh Imam Firdaus · Yurino Putra   | Malaysia · Ahmad Ali Huzaifi Abdullah · Abdul Wandi Abdul Kadir · Jamil Nurolla · Izme Haqeem Hamsjid · Muhammad Hazeem Onn · Mohd Faris Zakaria |

## Bảng tổng sắp huy chương
| Hạng               | Đoàn               | Vàng | Bạc | Đồng | Tổng số |
| ------------------ | ------------------ | ---- | --- | ---- | ------- |
| 1                  | Philippines        | 3    | 1   | 1    | 5       |
| 2                  | Thái Lan           | 2    | 2   | 0    | 4       |
| 3                  | Malaysia           | 1    | 0   | 1    | 2       |
| 4                  | Indonesia          | 0    | 2   | 0    | 2       |
| 5                  | Singapore          | 0    | 1   | 1    | 2       |
| 6                  | Việt Nam           | 0    | 0   | 3    | 3       |
| Tổng số (6 đơn vị) | Tổng số (6 đơn vị) | 6    | 6   | 6    | 18      |